# Вейн Мак-Карні
Вейн Мак-Карні (англ. Wayne McCarney, 30 червня 1966) — австралійський велогонщик.
Бронзовий призер Олімпійських Ігор 1988 року в командній гонці переслідування.
Переможець Ігор Співдружності 1986 року в командній гонці переслідування.